# El boom de las sevillanas
El boom de las sevillanas fue un periodo en la música española en que el género de las sevillanas vivió un súbito apogeo en toda España en ventas de discos y surgimiento de estrellas del género, que se vivió a finales de los años ochenta, a partir de 1988, y que se diluyó con el cambio de década. Durante esta etapa surgieron intérpretes como María del Monte y grupos como Cantores de Híspalis, Los del Guadalquivir entre otros, mientras que otros intérpretes clásicos como Juanito Valderrama y Dolores Abril o Manolo Escobar entre otros volvieron a grabar sevillanas tras años sin hacerlo.